# Denis Chevrier

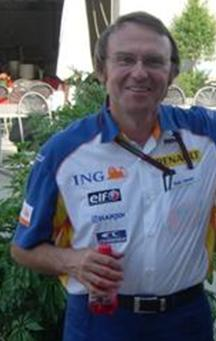
Denis Chevrier

Denis Chevrier (* 8. Juni 1954 in Paris, Frankreich) ist Einsatzleiter im Bereich der Motoren bei Renault F1.

## Leben
Denis Chevrier machte sein Diplom in den Fachrichtungen Mechanisches Design und Produktion. Nachdem er die nationale Ingenieursschule in Metz angeschlossen hatte, begann der Franzose seine Karriere als Techniker im Motorradsport in den Klassen bis 125 cm³ und bis 250 cm³.
Als Motorsport-Enthusiast blieb er aber stets anderen Disziplinen gegenüber aufgeschlossen. Bei Renault-Sport arbeitete er ab 1984 als Renningenieur für das Formel-1-Team von Tyrrell (Teambesitzer war Ken Tyrrell). Denis Chevrier experimentierte mit den Einsatzmöglichkeiten von Rennmotoren. Nach einem einjährigen Ausflug in das Rallye-WM-Projekt von Renault, konzentrierte er sich wieder auf die Formel 1. In seinen zehn Jahren bei Williams F1 gewann er mit vier verschiedenen Piloten vier WM-Titel: Nigel Mansell 1992, Alain Prost 1993, Damon Hill 1996 und Jacques Villeneuve 1997.
Als Einsatzleiter der Motoren für Mecachrome/Supertec behielt er sein Aufgabengebiet nach dem Comeback von Renault als Werksteam 2002 in der Formel 1.
| Personendaten    | Personendaten           |
| ---------------- | ----------------------- |
| NAME             | Chevrier, Denis         |
| KURZBESCHREIBUNG | französischer Ingenieur |
| GEBURTSDATUM     | 8. Juni 1954            |
| GEBURTSORT       | Paris, Frankreich       |